# 스퀴드 (밴드)
스퀴드(영어: Squid)는 잉글랜드의 브라이턴에서 결성한 포스트펑크 밴드이다. 현재는 런던을 기점으로 활동하고 있다. 스퀴드는 2019년 스피디 원더그라운드 레이블에서의 첫 EP “Town Centre”를 발매하였으며, 와프 레코드에서 5개의 싱글을 냈다. 2021년 5월에는 와프 레코드를 통해 밴드의 첫 정규 음반인 “Bright Green Field”를 발매하였다.

## 역사
스퀴드는 2017년 잉글랜드의 브라이턴에서 결성하였다. 밴드는 노이!와 디스 히트에게 영향을 받았다고 언급하였다. 2019년에는 두 번째 EP “Town Centre”를 발매하여 음악 평단으로부터 찬사를 받았다. “Town Centre”는 댄 캐리가 프로듀싱하였으며, 스피디 원더그라운드 레이블에서 발매되었다. 2020년 3월, 스퀴드는 와프 레코드와 계약을 맺고, 2021년 4월을 기준으로 5개의 싱글을 발매하였다. 코로나19 범유행이 발생하기 이전, 밴드는 유럽 전역을 도는 2020년 투어를 계획하고 있었다.

## 멤버
현재
- 올리 저지 - 리드 보컬, 드럼
- 루이스 볼래즈 - 기타, 베이스, 백 보컬
- 아서 리드베터 - 키보드, 스트링, 퍼커션
- 로리 낸키벨 - 베이스, 브래스, 퍼커션
- 안톤 피어슨 - 기타, 베이스, 백 보컬

2021년 와이드 어웨이크 페스티벌에서 공연 중인 스퀴드
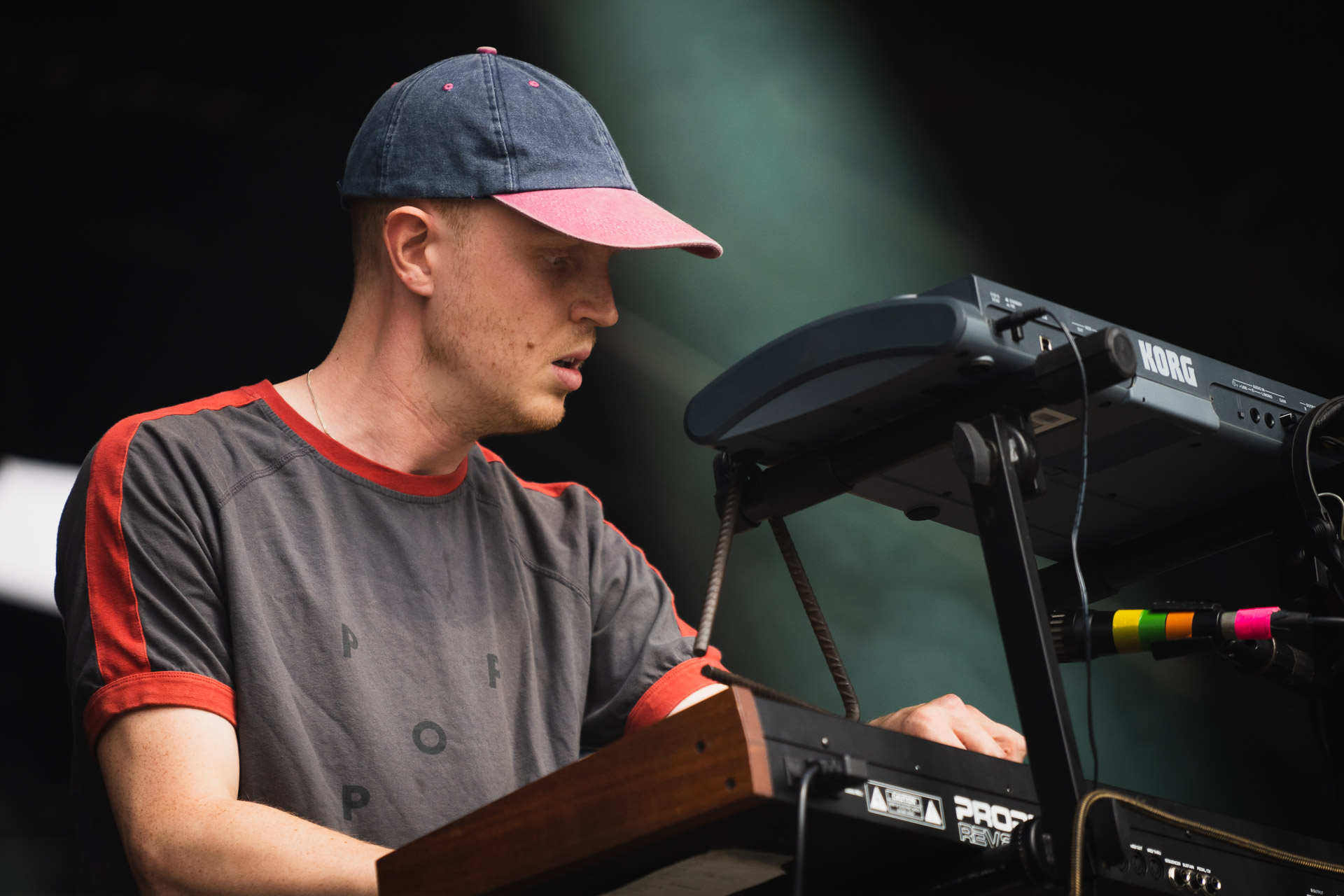
Arthur Leadbetter
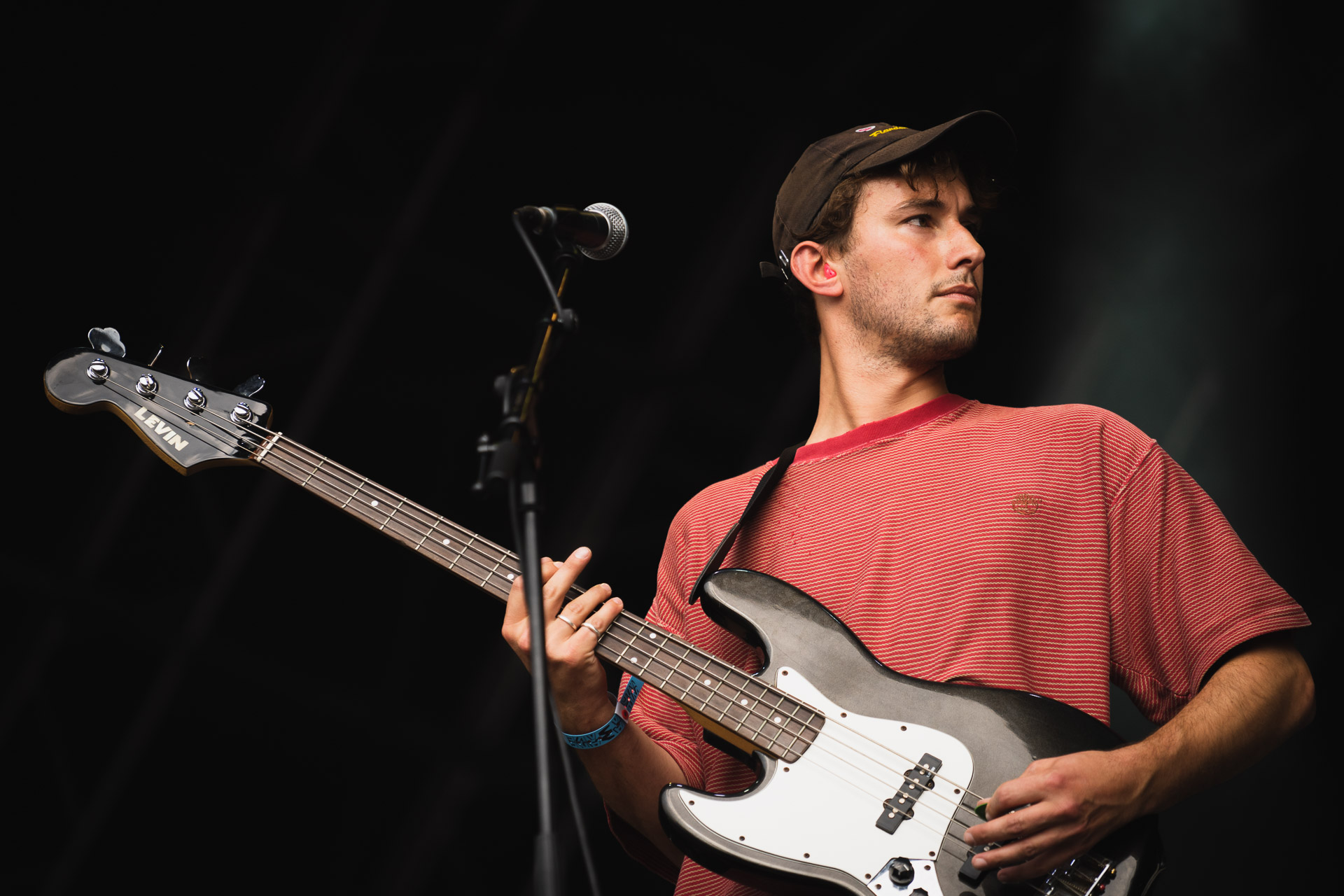
Louis Borlase
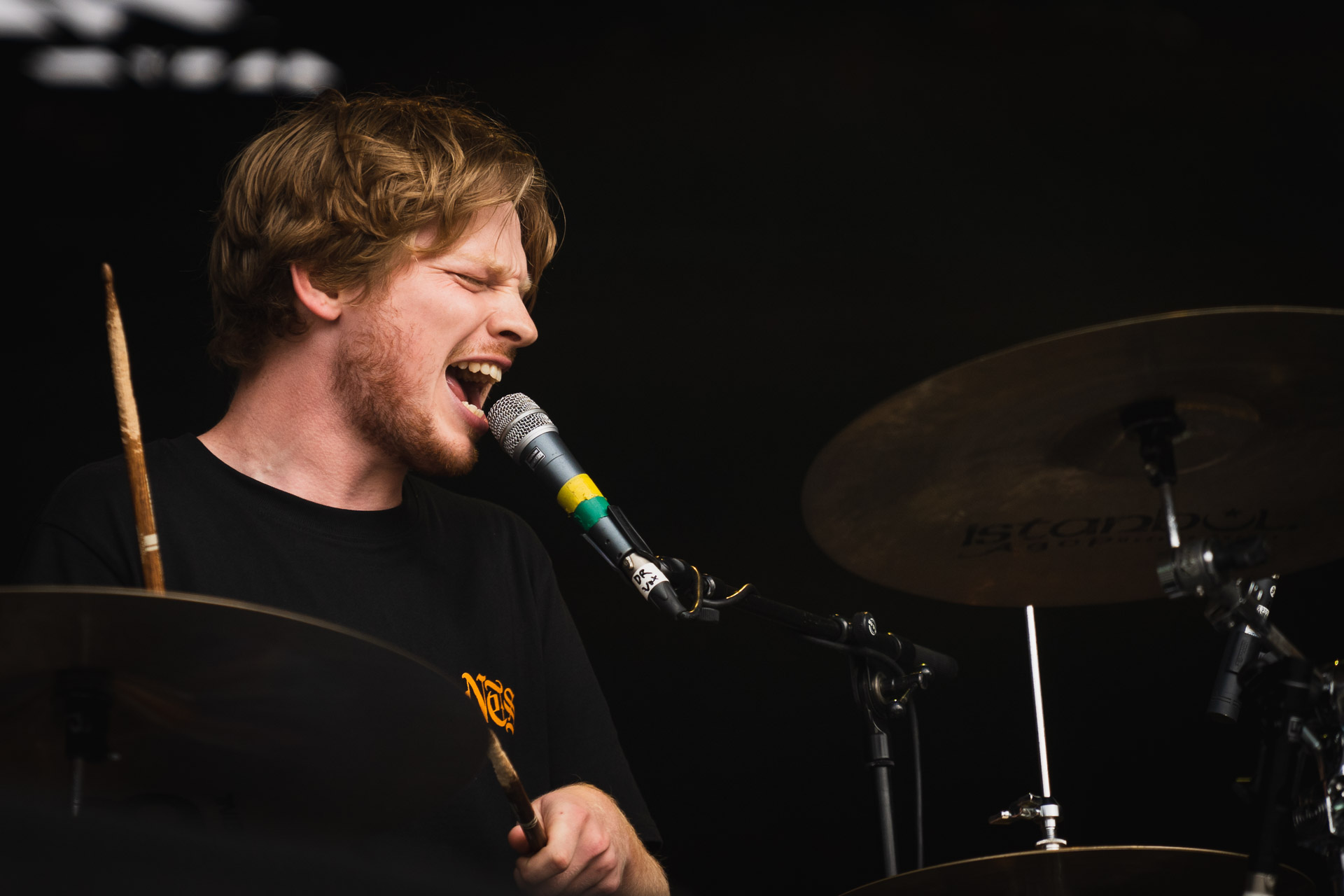
Ollie Judge
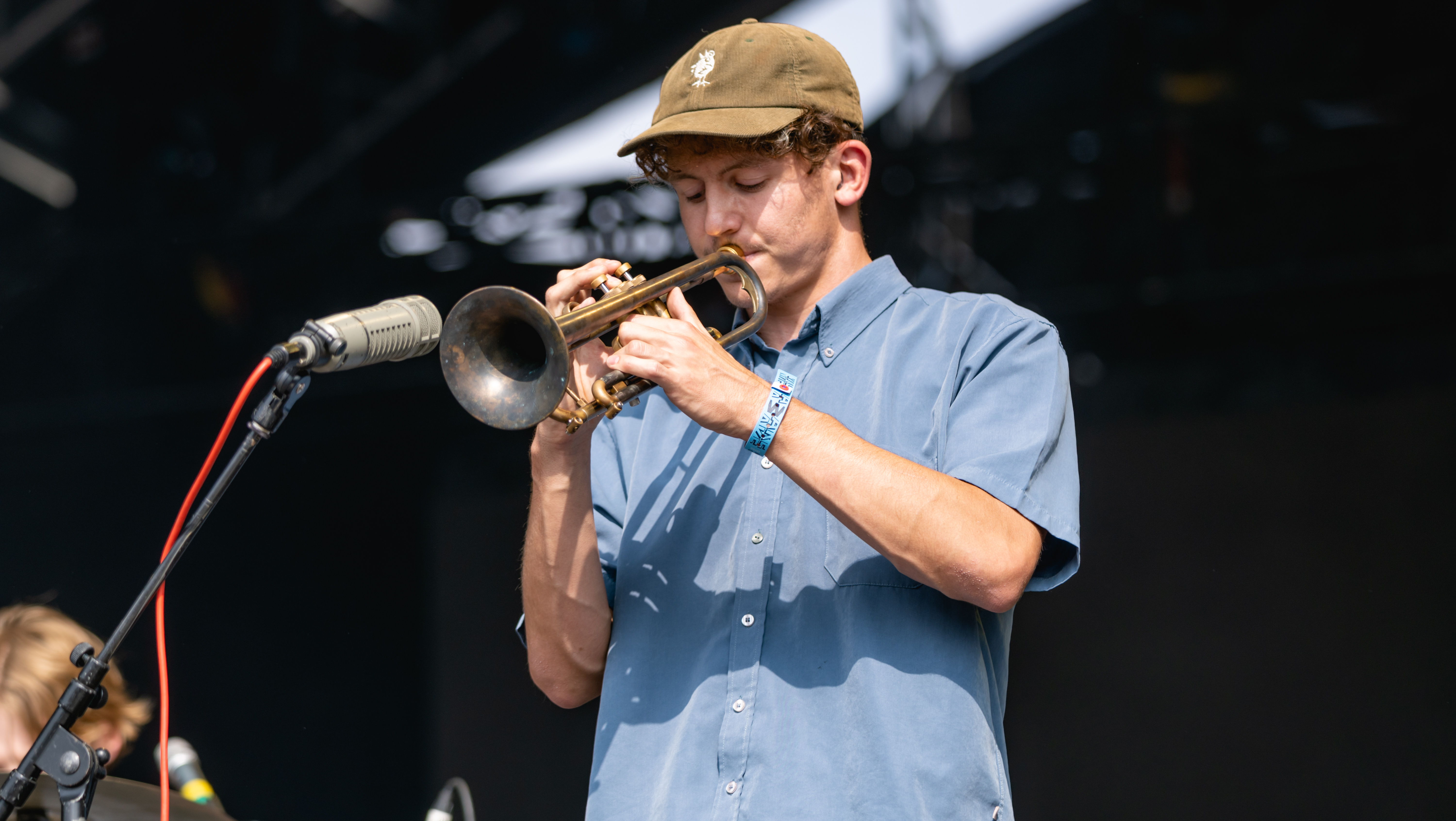
Laurie Nankivell
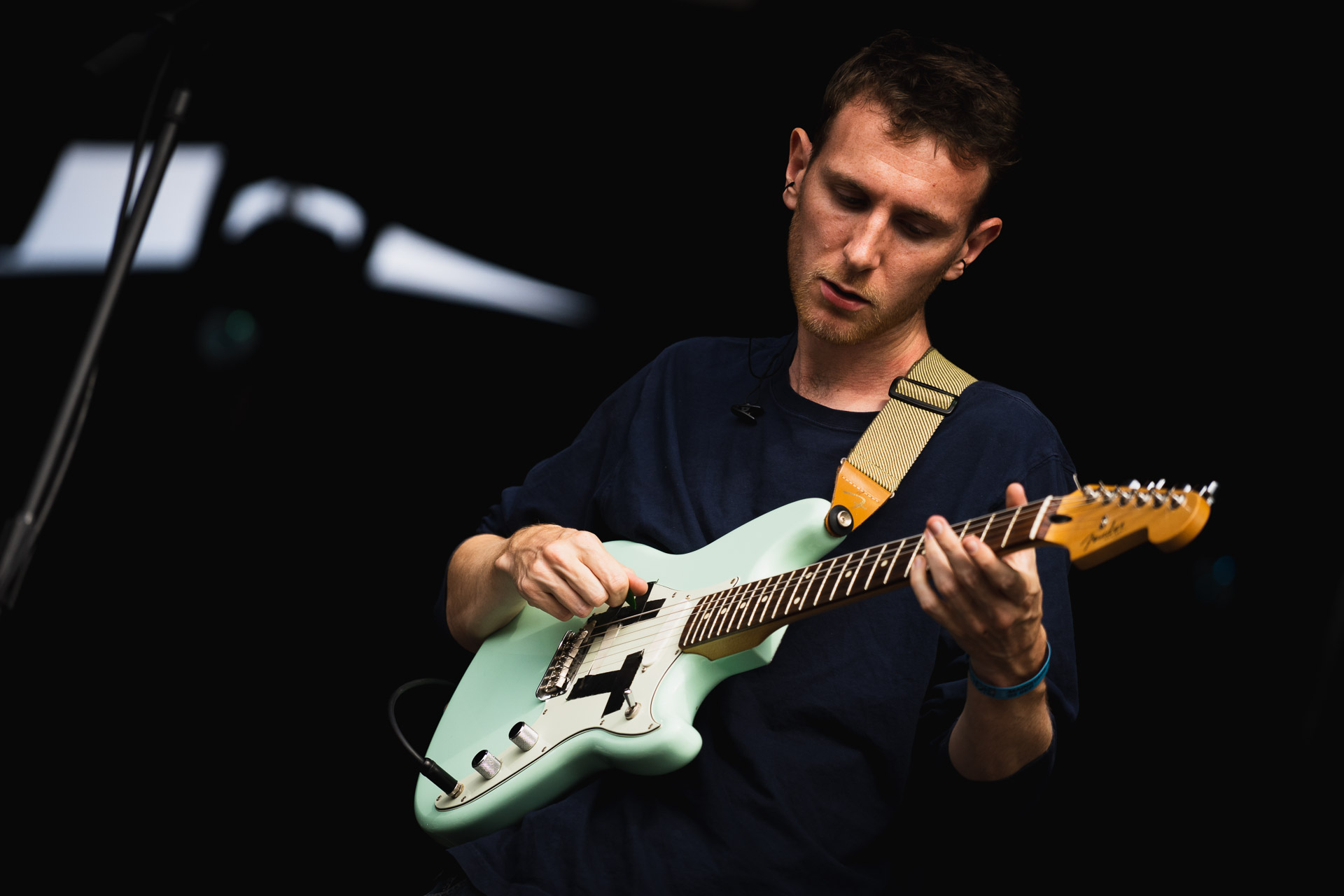
Anton Pearson

## 디스코그래피

### 정규 음반
- Bright Green FIeld (2021, 와프)

### EP
- LINO (2017, 베어 온 어 바이시클)
- Town Centre (2019, 스피디 원더그라운드)
- Natural Resources (2020, 밴드캠프)[10]

### 싱글
- "Perfect Teeth" (2016)
- "Terrestrial Changeover Blues (2007 - 2012)" (2018, 프락티스 뮤직)
- "The Dial" (2018, 마나타 Ltd)
- "Houseplants" (2019, 프락티스 뮤직)
- "The Cleaner" (2019, 스피디 원더그라운드)
- "Match Bet" (2019, 스피디 원더그라운드)
- "Sludge" (2020, 와프)
- "Broadcaster" (2020, 와프)
- "Narrator" (2021, 와프)
- "Paddling" (2021, 와프)
- "Pamphlets" (2021, 와프)